# بنك الحظ (فلم)
بنك الحظ هو فيلم مصري صدر عام 2017، من تأليف مصطفى صقر ومحمد عز الدين، وإخراج أحمد الجندي، ومن إنتاج طارق العريان وموسى عيسي، وبطولة كلاً من محمد ممدوح، أكرم حسني، محمد ثروت.

## ملخص القصة
بعد فصل صالح (محمد ممدوح) من البنك الذي يعمل به بسبب تجاوزاته المستمرة في حق العملاء، يقرر التحالف مع عمرو (أكرم حسني) زميله في البنك، وزئرو (محمد ثروت) شريكهما في محل ألعاب البلاي ستيشن في سبيل سرقة محتويات البنك المقدرة في ذلك اليوم بقيمة 15 مليون جنيه من البنك الذي كان صالح يعمل به.

## الأبطال
- أكرم حسني
- محمد ممدوح
- محمد ثروت
- أحمد فتحي
- بيومي فؤاد
- ليلى عز العرب
- سامي مغاوري
- حسام داغر
- سامية الطرابلسي
- لبنى محمود
- خالد كمال
- حسين أبو حجاج

## روابط خارجية
- مقالات تستعمل روابط فنية بلا صلة مع ويكي بيانات